# فوکسهال پی کین
 فوکسهال پی کین (انگلیسی: Foxhall P. Keene؛ ۱۸ دسامبر ۱۸۶۷ – ۲۵ سپتامبر ۱۹۴۱) یک تنیس‌باز اهل ایالات متحده آمریکا بود.